# Ustawa o ochronie dzieci w Internecie
Ustawa o ochronie dzieci w Internecie (ang. The Children's Internet Protection Act; CIPA) – ustawa amerykańskiego Kongresu, mająca na celu kontrolowanie i ograniczenie dostępu osób nieletnich w szkołach i bibliotekach do treści nieprzyzwoitych i szkodliwych poprzez Internet. Uchwalona w 2000, przepisy wykonawcze wydano na początku 2001.